# Флеглер-Біч (Флорида)
Флеглер-Біч (англ. Flagler Beach) — місто (англ. city) в США, в окрузі Флеглер штату Флорида. Населення — 5160 осіб (2020).

## Географія
Флеглер-Біч розташований за координатами 29°28′26″ пн. ш. 81°7′52″ зх. д. / 29.47389° пн. ш. 81.13111° зх. д. (29.473902, -81.131000). За даними Бюро перепису населення США в 2010 році місто мало площу 10,40 км², з яких 9,48 км² — суходіл та 0,92 км² — водойми.

## Демографія
Згідно з переписом 2010 року, у місті мешкали 4484 особи в 2354 домогосподарствах у складі 1271 родини. Густота населення становила 431 особа/км². Було 3439 помешкань (331/км²).
Расовий склад населення:
| - 97,1 % — білих - 0,8 % — чорних або афроамериканців - 0,6 % — азіатів - 0,3 % — корінних американців |

До двох чи більше рас належало 1,0 %. Частка іспаномовних становила 2,4 % від усіх жителів.
За віковим діапазоном населення розподілялося таким чином: 10,8 % — особи молодші 18 років, 57,4 % — особи у віці 18—64 років, 31,8 % — особи у віці 65 років та старші. Медіана віку мешканця становила 56,5 року. На 100 осіб жіночої статі у місті припадало 94,6 чоловіків; на 100 жінок у віці від 18 років та старших — 91,3 чоловіків також старших 18 років.
Середній дохід на одне домашнє господарство становив 65 806 доларів США (медіана — 46 768), а середній дохід на одну сім'ю — 78 506 доларів (медіана — 59 744). Медіана доходів становила 45 625 доларів для чоловіків та 37 385 доларів для жінок. За межею бідності перебувало 5,5 % осіб, у тому числі 3,0 % дітей у віці до 18 років та 3,9 % осіб у віці 65 років та старших.
Цивільне працевлаштоване населення становило 1870 осіб. Основні галузі зайнятості: освіта, охорона здоров'я та соціальна допомога — 25,0 %, роздрібна торгівля — 21,1 %, науковці, спеціалісти, менеджери — 12,4 %, фінанси, страхування та нерухомість — 11,7 %.